# 池田輝興
池田 輝興（いけだ てるおき）は、江戸時代前期の大名。播磨国平福藩主、のち播磨赤穂藩2代藩主。輝興系池田家初代。

## 生涯
慶長16年（1611年）1月15日、姫路藩主・池田輝政の六男として姫路城で生まれる。母は徳川家康の次女・督姫であり、輝興は家康の外孫に当たるため、松平姓を与えられた。元和元年（1615年）に備前岡山藩主だった兄の忠継が死去したため、その遺領から佐用郡など2万5000石を分与されて、平福藩主となった。しかし幼少だったため、実際の藩政は家臣団によって行なわれた。
寛永3年（1626年）8月19日、従五位下、右近大夫に叙任する。正室には黒田長政の娘・亀子姫を迎え子女を儲ける。輝興は、様々な法令を出して民政安定化に尽力するなど、藩政に手腕を見せた。寛永8年（1631年）、赤穂藩主だった兄の政綱が継嗣無くして死去すると、赤穂藩の池田家は一時的に改易されたが、家康の外孫に当たるということから、幕命で特別に輝興が1万石加増の3万5000石で赤穂藩主となることを許された。
赤穂藩の藩政においては、検地や城下町の開発などを行なったが、特に上水道の開発に功績を挙げている。ちなみに輝興が行なった上水道開発は、日本初の水道工事とまで言われており、これは後の浅野家時代に完成することとなった。寛永11年（1634年）には従四位下を叙任する。
ところが正保2年（1645年）3月15日、輝興は突如発狂し、正室の亀子姫をはじめ、侍女数人を斬殺する事件を起こしたため、3月20日に改易された。その身柄は甥で岡山藩主だった池田光政預かりとなった。生存した子女は母方の黒田家に引取られるなどした。正保4年（1647年）5月17日、罪人のまま岡山で死去した。享年37。なお、亀子姫の墓所は東京都渋谷区の祥雲寺にある。
それまで問題なく藩政を取り仕切っていた輝興が、何の前触れもなく乱行に及んだこと、事件からわずか5日後に改易の沙汰が出ていること、先に兄の輝澄も「家中不取締り」を理由に改易されているなどから、大名取り潰しを狙った徳川幕府による陰謀とする説もあるが、確証はない。

## 系譜
- 父：池田輝政（1565年 - 1613年）
- 母：督姫（1565年 - 1615年） - ふう、富子、播磨御前、良正院、徳川家康の次女
- 正室：亀子姫（1616年 - 1645年） - 黒田長政の三女
  - 長男：池田政種（1637年 - 1683年）

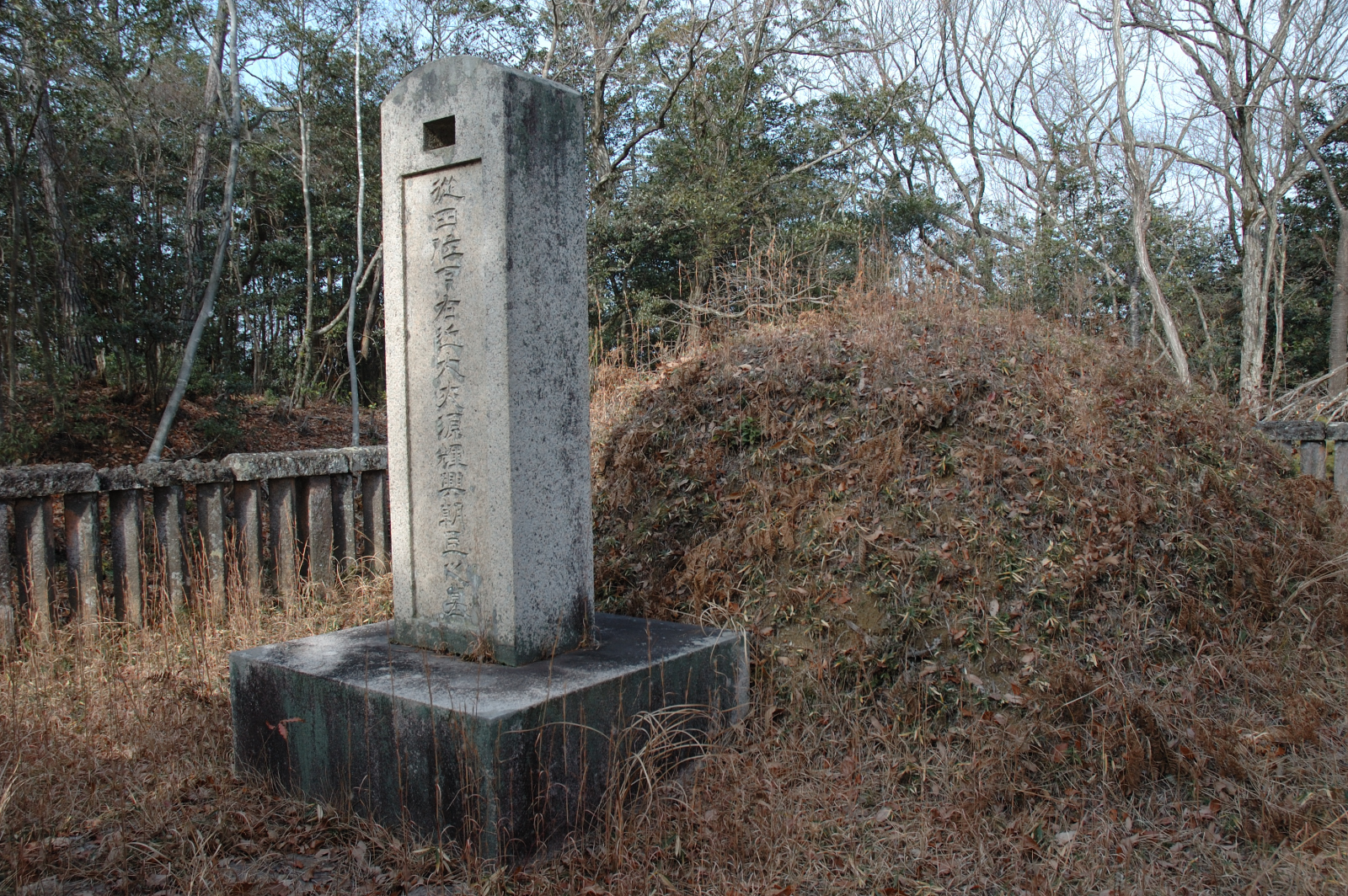
和意谷池田家墓所六のお山の輝興の墓

- 生母不明の子女
  - 男子：池田政成
  - 女子：通 - 黒田忠之養女、黒田之勝継室